# Адарнасе II (ерісмтавар)
Адарнасе II (груз. ადარნასე; д/н — 684) — 6-й ерісмтавар (верховний князь) Іберії і 3-й еріставі (князь) Кахетії в 650—684 роках.

## Життєпис
Походив з династії Хосровідів. Син Стефаноза II, ерісмтавара Іберії і еріставі Кахетії. Посів трон 650 року. Отримав візантійський титул патрикія, як й всі його попередники, починаючи від Адарнасе I. Ймовірно згаданий у листі Анастасієм Апокрисіарієм, що стосується смерті Максима Сповідника, та як князь Нерсес вірменським літописецем Ованнес Драсханакерці.
Відомостей про більшу частину його панування обмаль. Вважається, що зберігав вірність арабським валі (намісникам). Припускають, що за його володарювання почалося спорудження монистиря Атенський Сіон.
У 681 році приєднався до нового антиарабського повстання на чолі з Григором Маміконяном, ішханом Вірменії. До них долучився також Вараз Трдат I, верховний князь Кавказької Албанії. Успішним діям повсталим сприяли численні повстання проти халіфа Абдаллаха аль-Маліка. Іберійські війська завдали поразки Бараббу, валі Вірменії, який відступив на південь.
Боротьба тривала до 684 року, коли зрештою Адарнасе II і Григор Маміконян не зазнали поразки у війні проти хозарів, що вдерлися на Кавказ. Обидва прізвидники загинули. Цим скористалися араби, щоб знову підпорядкувати Іберію своїй владі. Новим ерісмтаваром вони поставили Гуарама з династії Гуарамідів.

## Родинна
Дружина — з вірменського князівського роду Камсакаран
Діти:
- Стефаноз (д/н—736), еріставі Кахетії